# Agía Paraskeví (ort i Grekland, Mellersta Makedonien, Nomós Kilkís)
Agía Paraskeví är en ort i Grekland.   Den ligger i prefekturen Nomós Kilkís och regionen Mellersta Makedonien, i den norra delen av landet, 400 km norr om huvudstaden Aten. Agía Paraskeví ligger 222 meter över havet och antalet invånare är 994.
Terrängen runt Agía Paraskeví är varierad.Runt Agía Paraskeví är det ganska glesbefolkat, med 26 invånare per kvadratkilometer. Närmaste större samhälle är Drosáto, 12,4 km söder om Agía Paraskeví. Omgivningarna runt Agía Paraskeví är en mosaik av jordbruksmark och naturlig växtlighet.